# Enicospilus grandis
Enicospilus grandis là một loài tò vò trong họ Ichneumonidae.